# پل ژرژ دیولافوآ
پل ژرژ دیولافوآ (فرانسوی: Paul Georges Dieulafoy‎؛ ‏ ۱۸ نوامبر ۱۸۳۹ – ۱۶ اوت ۱۹۱۱) پزشک، استاد دانشگاه و جراح اهل فرانسه بود. او از شاگردان و همکاران آرمان تروسو بود.
شهرت او بخاطر مطالعاتش بر روی «آپاندیسیت حاد» و همچنین توصیف «ضایعهٔ دیولافوآ» (یکی از دلایل نادر خونریزی معده) است.
وی همچنین برندهٔ جوایزی همچون مدال لژیون دونور شده‌است.